# Acerentulus collaris
Acerentulus collaris är en urinsektsart som beskrevs av Andrzej Szeptycki 1991. Acerentulus collaris ingår i släktet Acerentulus och familjen lönntrevfotingar. Inga underarter finns listade i Catalogue of Life.